# Alexander Richardson
Alexander Richardson (n. 11 mai 1887, Gerrards Cross⁠(d), Anglia, Regatul Unit al Marii Britanii și Irlandei – d. 22 iulie 1964, Lymington, Anglia, Regatul Unit) a fost un bober ce a reprezentat Regatul Unit al Marii Britanii și al Irlandei de Nord, medaliat olimpic. A participat la o ediție a Jocurilor Olimpice (1924) în care a câștigat o medalie de argint.

## Participări
Lista de mai jos prezintă principalele competiții la care a participat Alexander Richardson de-a lungul carierei.
- bobsleigh at the 1924 Winter Olympics – four man event[*]